# Ryohei Oiwa
Ryohei Oiwa (Kōnan (Aichi), 7 novembre 1998) è un wrestler giapponese sotto contratto con la New Japan Pro Wrestling dal 2021, ha debuttato il 24 Agosto 2021 e attualmente lotta anche in NOAH.

## Carriera

### New Japan Pro-Wrestling (2021-presente)
Oiwa debutta come nuovo Young Lion dopo essersi allenato al NJPW Dojo il 24 Agosto 2021 contro un altro promosso dal Dojo ovvero Kosei Fujita pareggiando causa tempo limite di 10 minuti. Oiwa come per tutti i giovani andrà a perdere tutti i match contro wrestler più esperti chiudendo il 2021 senza una vittoria, riuscirà ad ottenere solo pareggi contro Fujita e l'altro novizio, Yuto Nakashima. Il 4 Gennaio 2022 farà il suo debutto a Wrestle Kingdom nell'annuale "Rambo" perdendo. Oiwa vincerà il suo primo match il 18 Aprile 2022 contro Kosei Fujita durante il tour NJPW Golden Fight Series 2022, a Marzo parteciperà alla sua prima New Japan Cup perdendo al primo round contro Zack Sabre Jr.. Chiude il 2022 con 19 vittore e quasi 100 match. Nel 2023 a Wrestle Kingdom 17 nel Pre Show pareggia per tempo limite di 3 minuti con Oleg Boltin, medaglia d'oro dei 125 kg agli Asian Wrestling Championships 2021. Sempre a WK 17 alla Yokohama Arena vince in coppia con Kosei Fujita contro la coppia di Young Lion della NOAH, Taishi Ozawa & Yasutaka Yano. Durante il 2023 partecipa ai tour attenendo però ben poche vittorie. A maggio partecipa anche a qualche match in AJPW. A settembre verrà annunciato che farà la sua esperienza fuori dalla NJPW in NOAH, cosa abbastanza insolita per uno Young Lion fare l'esperienza in Giappone invece che in un'altra parte del mondo. L'8 settembre a sorpresa guadagna una opportunità al NJPW World Television Championship di Zack Sabre Jr. perdendo. A novembre viene inserito nella  World Tag League 2023 nel Blocco A sempre assieme a Kaito Kiyomiya.

### Pro Wrestling Noah (2023-presente)
Debutta in NOAH il 3 settembre 2023 in team con Kaito Kiyomiya vincendo contro Yoshinari Ogawa & Zack Sabre Jr.. Il 4 novembre durante NOAH Demolition Stage 2023 In Niigata ancora in team con Kaito Kiyomiya va vicino a vincere i GHC Tag Team Championship ma i campioni, Anthony Greene & Jack Morris, mantengono. Il 10 marzo 2024 Oiwa assieme a Kaito Kiyomiya vince la NOAH Victory Challenge Tag League 2024.